# Chan Wing-wah
Chan Wing-wah (chinesisch 陳永華 / 陈永华, Pinyin Chen Yonghua, * 2. Februar 1954 in Hongkong) ist ein chinesischer Komponist und Dirigent.
Er ist Vizepräsident des Centennial College und Direktor der School of Management der Universität Hongkong sowie Präsident der Verwertungsgesellschaft in Hongkong. Zuvor war er Professor für Musik an der Chinesischen Universität Hongkong. Außerdem war er Vorsitzender des Hongkonger und Vizevorsitzender des Asiatischen Komponistenverbandes sowie Vorstandsmitglied der Internationalen Gesellschaft für Neue Musik.
Als Komponist schuf er mehr als 100 Werke, darunter acht Sinfonien. Er wurde mehrfach ausgezeichnet, so mit dem ACL Yoshiro IRINO Memorial Prize und als Justice of the Peace. Chan Wing-wah ist Mitglied des Election Committee zur Wahl des Chief Executive der Sonderverwaltungszone Hongkong 2012.

## Leben
Chan Wing-wah sang ab dem sechzehnten Lebensjahr in einem katholischen Kirchenchor. Er erwarb 1974 das Lehrerdiplom vom Northcote College of Education und 1975 absolvierte er die Musiklehrerprüfung vom Sir Robert Black College of Education des Hong Kong Institute of Education. Von 1975 bis 1979 studierte er Komposition bei David Gwilt an der Chinese University of Hong Kong (CUHK) und erlangte 1979 den Bachelor of Arts (Music).
Er erhielt 1979 das Fellowship Diploma in Music Composition (FTCL) vom Trinity College of Music in London. Von 1980 bis 1985 war er Commonwealth-Stipendiat für Komposition bei John Beckwith an der University of Toronto und erreichte die Abschlüsse Master of Music (1981) und Doctor of Music (1985). Vom DAAD 1986 gefördert, besuchte er die Darmstädter Ferienkurse des Internationalen Musikinstitutes Darmstadt. Die europäische Avantgarde, insbesondere Hans Werner Henze und Olivier Messiaen, übte einen starken Einfluss auf ihn aus.
Seine Rückkehr nach Hongkong begründete er 1994 in einem Interview folgendermaßen:

„I cannot accept known to posterity as a Canadian or Canadian Chinese composer.“

Er komponierte acht Sinfonien und mehrheitlich Orchester- und Kammermusik. Seine Werke wurden bereits in Australien, China, Japan, Kanada, Neuseeland, den Philippinen, Polen, Rumänien, Russland, Singapur, Südkorea, Taiwan, Ungarn, im Vereinigten Königreich und den Vereinigten Staaten aufgeführt. Interpreten waren unter anderem das Kroumata Percussion Ensemble, das Ensemble Antipodes, das Ensemble Fires of London, das Kronos Quartet und das Ensemble Sortisatio.
Er war von 1993 bis 2004 Vorsitzender der Hong Kong Composers’ Guild. Von 1993 bis 2009 war er Ehrendirigent des Hong Kong Children’s Choir. Seit 2001 ist er Vorsitzender der Composers and Authors Society of Hong Kong (Nachfolger von Malcolm Bennett). Von 1995 bis 2004 war er Mitglied des Hong Kong Arts Development Council. Seit 1995 ist er Musikdirektor der Hong Kong Oratorio Society. Von 1995 bis 2000 war er im Vorstand der Guangzhou Federation of Youths. Von 1996 bis 2006 war er Vorsitzender des Hong Kong Jockey Club Music and Dance Fund. Er war von 1997 bis 2001 Vorstandsmitglied der Internationalen Gesellschaft für Neue Musik und bis 2002 Vizevorsitzender der Asian Composers League. Seit 2000 ist er Berater des Leisure and Cultural Services Department und seit 2005 des Hong Kong Chinese Orchestra. Von 2002 bis 2004 war er Vorsitzender des Hong Kong Philharmonic Orchestra (von 1994 bis 1996 Composer in Residence). Von 2004 bis 2005 war er im Beirat des Singapore Chinese Orchestra, von 2004 bis 2006 des China Broadcasting Chinese Orchestra und der Hong Kong Melody Makers. Von 2005 bis 2006 war er Mitglied im West Kowloon Cultural District Consultative Committee. Er wurde in die Online-Version des Grove Dictionary of Music and Musicians aufgenommen und 2009 zum Mitglied der Chinese Musicians' Association.
Seit 1986 lehrt er Musik an der CUHK, 1992 leitete er die Musikabteilung. 1996 wurde er Reader. Von 1998 bis 2000 war er Prodekan und von 2000 bis 2006 Prorektor der Philosophischen Fakultät der CUHK. Von 2001 bis 2007 war er Professor für Musik, seitdem ist er Adjunct Professor. 2007 wurde er Direktor des Centre for Creative and Performing Arts. Von 2009 bis 2013 war er stellvertretender Leiter und 2013/14 Leiter des College of Humanities and Law der School of Professional And Continuing Education an der Universität Hongkong. Seit 2017 ist er Vizepräsident and Direktor der School of Management am Centennial College.
Am 22. November 2011 wurde er als Wahlmann für die Berufsgruppe Kultur in das 1200-köpfige Election Committee berufen, welches den Chief Executive und damit den Regierungschef der Sonderverwaltungszone Hongkong wählt. Die Wahl findet am 25. März 2012 statt.

## Bekannte Schüler
- Ada Lai
- Tang Lok-yin

## Filmmusik
- Yun loi si ngoi (2003)

## Preise und Auszeichnungen
- 1979: Yu Luan Shih Award der CUHK
- 1979: Creativity Award der CUHK
- 1981: Erster Preis für Komposition der International Double Reed Society (IDRS) in Florida
- 1988: ACL Yoshiro IRINO Memorial Prize
- 1991: Composer of the Year Award der Hong Kong Artists' Guild
- 1992: Ten Outstanding Young Persons Award  der Junior Chamber International Hong Kong
- 1993: 20th Century Masterpieces by Chinese Composers der China Culture Promotion Society in Beking
- 1997: Most Performed Work Award in der Kategorie Local Serious der CASH
- 2001: Justice of the Peace durch den Chief Executive der Sonderverwaltungszone Hongkong
- 2004: CASH Golden Sail Music Award – Best Serious Composition
- 2005: Best Children Song Award der Hong Kong Television Broadcasts
- 2007: CASH Golden Sail Music Award – Best Serious Composition